# Ruta G-25
La Ruta G-25 es una carretera que conecta el Área Metropolitana de Santiago con el Cajón del Maipo, hasta la localidad de El Volcán. Se prolonga por unos 75 km, con calidad de pavimento superior y doble calzada hasta el poblado de La Obra, pasando por los valles de los ríos Maipo, del Volcán, y del estero Colina.

## Primeros 9 km
Los primeros 9 km de la vía son urbanos, en donde, entre el kilómetro 0 (esto es, en la intersección de la ruta con Avenida Departamental) al kilómetro 6,1 (Paradero 26 1/2) la vía se le denomina Avenida La Florida, ya que cruza casi toda la comuna, y después de esa cota hasta el kilómetro 12 se denomina Avenida Camilo Henríquez, de los cuales hasta el kilómetro 9 está con una notoria urbanización, haciendo imperceptible el cambio entre la provincia de Cordillera y el Área Metropolitana de Santiago.

## Del Kilómetro 9 a Las Vizcachas
El siguiente tramo de la ruta demuestra tener condominios sectorizados e insetrados entre parcelaciones. Antes de llegar al cruce con la Avenida Eyzaguirre se encuentra la Planta de Agua Las Vizcachas, de Aguas Andinas.
- kilómetro 9 El Peñón.
- kilómetro 10 San Carlos.
- kilómetro 11 Planta de Agua Las Vizcachas Aguas Andinas - Eyzaguirre Puente Alto
- kilómetro 12 Pueblito Las Vizcachas - Club de Campo Las Vizcachas.
- kilómetro 13 Hacienda El Peñón.

## Las Vizcachas al caserío de San Gabriel
En el sector de Las Vizcachas, en Puente Alto, su nombre cambia a Camino a El Volcán, extendiéndose hasta el caserío de San Gabriel, en San José de Maipo. La ruta es conocida por sus cerradas curvas. En la zona urbana de San José de Maipo la ruta se separa en dos calles con un sentido cada uno, de la cual, la que se dirige para descender de San José de Maipo a Santiago se llama Calle Comercio.
- kilómetro 14 La Obra.
- kilómetro 15 Puente Vista Hermosa La Obra.
- kilómetro 16 Plaza La Obra - Exestación La Obra.
- kilómetro 17 El Toyo - Pirque.
- kilómetro 18 Las Vertientes (Chile).
- kilómetro 19 El Canelo Poniente.
- kilómetro 20 El Canelo Oriente.
- kilómetro 21 Quebrada El Toro.
- kilómetro 22 Las Lajas.
- kilómetro 23 El Añil.
- kilómetro 24 Puente El Manzano.
- kilómetro 25 El Manzano.
- kilómetro 26 El Manzano Oriente.
- kilómetro 27 Los Maitenes (Cajón del Maipo)
- kilómetro 28 Puente El Colorado - Alfalfal - Los Maitenes (Cajón del Maipo).
- kilómetro 29 Casa Bosque.
- kilómetro 30 Guayacán.
- kilómetro 31 Hotel - Club de Campo Guayacán.
- kilómetro 32 Lomitas del Guayacán.
- kilómetro 33 Parque Recreativo Los Héroes.
- kilómetro 34 San José de Maipo.
- kilómetro 35 Lagunillas (Chile).
- kilómetro 36 San José Alto.
- kilómetro 37 Centro del Turismo Mirador del Maipo.
- kilómetro 38 El Toyo.
- kilómetro 39 El Melocotón.
- kilómetro 40 Quebrada Las Cucas Oriente El Melocotón.
- kilómetro 41 El Melocotón Oriente
- kilómetro 42 Puente La Calchona
- kilómetro 43 Facultad de Ingeniería y Tecnología Universidad San Sebastián.
- kilómetro 44 San Alfonso
- kilómetro 45 Cascada de Las Ánimas
- kilómetro 46 Cabañas Valle de Montañas
- kilómetro 47 Estero San Alfonso
- kilómetro 48 Paso Angosto El Tinoco
- kilómetro 49 Puente El Jaboncillo
- kilómetro 50 Puente El Almendro
- kilómetro 52 El Ingenio.
- kilómetro 53 El Bollenar
- kilómetro 54 San Gabriel (Chile).